# Bakharwal
Der Bakharwal ist eine nicht von der FCI anerkannte Hunderasse aus Kaschmir. 

## Herkunft und Geschichtliches
Der Bakharwal-Hund, ein Molosser, ist ein Herdenschutzhund in Pir-Panjal-Bergbereich, Kaschmir. Die Viehhirten der nomadischen Stämme züchteten ihn, um Hab und Gut zu beschützen und die Herden zu bewachen. Er soll zu den ältesten Rassen des Himalaja gehören.

## Beschreibung
Tiefenbrüstig, muskulös und agil: der Kashmiri-Schäferhund hat einen geraden Rücken und breite Schultern; der Körper ist hochbeinig, mit mächtigem Hals und großem Kopf. Das Fell ist mittellang, mit reichlich Unterwolle, in Schwarz und diversen Brauntönen, auch dreifarbige und gescheckte Hunde kommen vor. Je nach Gegend variiert die Größe zwischen 60 und 75 cm Schulterhöhe.

## Wesen
Berühmt für seine Loyalität gegenüber seinen Besitzern, seinen Mut, aber auch seine Wildheit und unermüdliche Aktivität schützt er das Hab und Gut, ist aber auch aggressiv gegen Fremde und Beutegreifer.